# Veeam
Veeam Software — частная компания, специализирующаяся на разработке программного обеспечения для резервного копирования виртуальных машин и мониторинга виртуальных сред на базе платформ VMware и Hyper-V. Основана в 2006 году российскими предпринимателями Ратмиром Тимашевым и Андреем Бароновым. Штаб-квартира компании находится в городе Бар, Швейцария.
Название Veeam произошло от англоязычной аббревиатуры, использующейся для сокращенного названия виртуальной машины — «VM» (англ. Virtual Machine).

## История
Компания Veeam основана в 2006 году российскими предпринимателями Ратмиром Тимашевым и Андреем Бароновым. Свой предыдущий проект, также связанный с разработкой программного обеспечения, — Aelita Software Corporation, предприниматели продали компании Quest Software в 2004 году. Сумма сделки составила 115 млн долларов, а сама Quest Software позднее была поглощена корпорацией Dell. Часть руководящего состава из Aelita Software перешла в Veeam.
Первые продукты Veeam — Veeam Monitor и Veeam Reporter, инструменты для мониторинга виртуальных инфраструктур, создания отчетов, контроля и планирования использования ресурсов. 10 октября 2006 года Veeam выпустила бесплатную утилиту для копирования файлов между ESX-сервером и Windows-машиной под названием FastSCP. Позднее, в 2008 году, на основе FastSCP, компания выпустила первую версию Veeam Backup & Replication. Программа обеспечивала резервное копирование данных инкрементальным способом, поддерживала сжатие и дедупликацию данных, а также позволяла реплицировать виртуальные машины на уровне образов.
В том же 2008 году компания поглотила nWorks для разработки продуктов системного управления корпоративными инфраструктурами.
В 2014 году компания провела первую конференцию VeeamON, посвященную технологиям защиты данных.
По итогам 2017 года выручка компании составила 827 млн долларов, а штат сотрудников насчитывал более 2700 человек.
В январе 2020 года американский венчурный фонд Insight Partners купил все акции Veeam Software у её основателей и других акционеров за $5 млрд и стал единственным акционером (до этого фонд был миноритарным акционером). В результате компания сменила юрисдикцию со швейцарской на американскую.

## Продукты
- Veeam Backup & Replication — программное обеспечение для резервного копирования, репликации и восстановления виртуальных машин на базе гипервизоров VMware vSphere и Microsoft Hyper-V.
- Veeam ONE — программное обеспечение для мониторинга Veeam Backup & Replication, а так же виртуальных сред на платформах vSphere и Hyper-V, создания отчетности и оценки эффективности использования ресурсов системы.
- Veeam Management Pack — инструмент для осуществления мониторинга виртуальных сред на платформах VMware и Hyper-V средствами Microsoft System Center Operations Manager.
- Veeam Stencils — бесплатная коллекция графических элементов и шаблонов для построения диаграмм и проектирования виртуальных инфраструктур в Microsoft Visio.
- Veeam Generic Report Library — бесплатный набор отчетов для анализа состояния и производительности объектов виртуальной и физической среды, расширяющий стандартную библиотеку Microsoft Generic Report Library.
- Veeam Agent for Microsoft Windows — бесплатная утилита для резервного копирования и восстановления рабочих станций на операционной системе Windows.
- Veeam Task Manager — бесплатная утилита для мониторинга виртуальной среды на платформе Hyper-V.

Пакеты ПО:
- Veeam Backup Essentials — пакет программного обеспечения, предназначенный для небольшой виртуальной среды (до 6 разъёмов центрального процессора (ЦПУ)) и включающий в себя два продукта: Veeam Backup & Replication и Veeam ONE.
- Veeam Availability Suite — пакет программного обеспечения на основе Veeam Backup & Replication и Veeam ONE, ориентированный на крупные виртуальные инфраструктуры (6 и более разъёмов ЦПУ).

## Награды
В 2016 году исследовательская и консалтинговая компания Gartner включила Veeam в категорию «Лидеры» в своём отчёте «Магический квадрант» (англ. Magic Quadrant)) сегмента программного обеспечения для резервного копирования и восстановления ЦОД.
В 2019 году компания Veeam также вошла в категорию «Лидеры» в «Магическом квадранте» Gartner для сегмента ПО резервного копирования ЦОД.